# Rameau blond
 (mai 2024).
Le rameau blond correspond à un ensemble de races bovines originaires du sud-ouest de l'Europe et de la façade atlantique de l'Afrique du Nord.

## Origine
Descendant de Bos taurus aquitanicus, ce rameau serait originaire du sud-ouest de la France.
Actuellement, plusieurs foyers distincts existent en Europe:
- Au sud-ouest de l'Europe. (sud-ouest de la France, Portugal et nord-ouest de l'Espagne).
- Au nord-est des Alpes existent plusieurs races à faible effectif qui ne sont pas officiellement des blondes. Il s'agit d'une branche distincte ayant donné les mêmes caractères. La Gelbvieh résulte de croisements entre origine suisse (pie rouge des montagnes et brune) et rameau de races bovines du littoral de la mer du Nord. D'autres races en Allemagne (gland-rind et Limpurg) et Autriche blonde de Carinthie (Kärntern blondvieh) et Waldviertler blondvieh pourraient aussi provenir de croisements. Il est aussi envisageable que du bétail espagnol ait contribué à la création des races blondes autrichiennes lorsque l'empire des Habsbourg regroupait les deux nations. (le fait est avéré pour les chevaux: le lipizzan possède du sang pure race espagnole).
- Au sud-est de la France plusieurs races étaient connues avant guerre, dans les vallées du Rhône et de la Saône: Villard de Lans, Mézine, Bressane, Fémeline, Albanaise.
- Au nord de l'Italie : la Reggiana et la Chianina.

Un lien possible entre ces races, vient que leur lieu d'origine fait partie de l'aire maximale d'extension du peuple vascon dans l'Antiquité et la première moitié du Moyen-âge. Une race domestiquée par ce peuple aurait pu être implantée dans des zones diverses.

## Caractères
Ces races ont une taille moyenne à grande et des muqueuses claires (rosées). La robe est unie, blonde ou rouge. 
Ce sont pour la plupart des races rustiques qui supportent bien le plein air et les conditions d'élevage médiocres : Hiver rigoureux, chaleur, pâturages médiocres. 
Ces races présentent toutes une bonne aptitude à la production de viande.

## Races apparentées
Ce sont des races de travail, réorientées vers la viande depuis la mécanisation. Elles donnent des animaux musclés à l'ossature fine et donc des carcasses à bon ou très bon rendement. Les vaches vêlent bien et sont de bonnes mères, même si parfois elles manquent de lait pour élever un veau lourd.

### Blondes du sud-ouest
Le rameau a été sélectionné intensivement, donnant des races à effectifs importants et en cours d'extension. Ce sont des races a viande très spécialisées. 
- Espagne

Asturiana de los Valles, Palmera, Pirenaica, Rubia Gallega
- France

Béarnaise, Betizu, Blonde d'Aquitaine, Charolaise, Limousine, Lourdaise.
- Portugal

Minhota
- Maroc: Oulmès

### Blondes du sud-est de la France
Branche presque disparue de vaches mixtes, lait et viande : Villard de Lans, Bressane (disparue), Mézine (disparue). Leur type correspond bien à celui des blondes du sud-ouest, mais l'histoire ne précise pas comment elles sont arrivées